# St. Jakob (Uehlfeld)

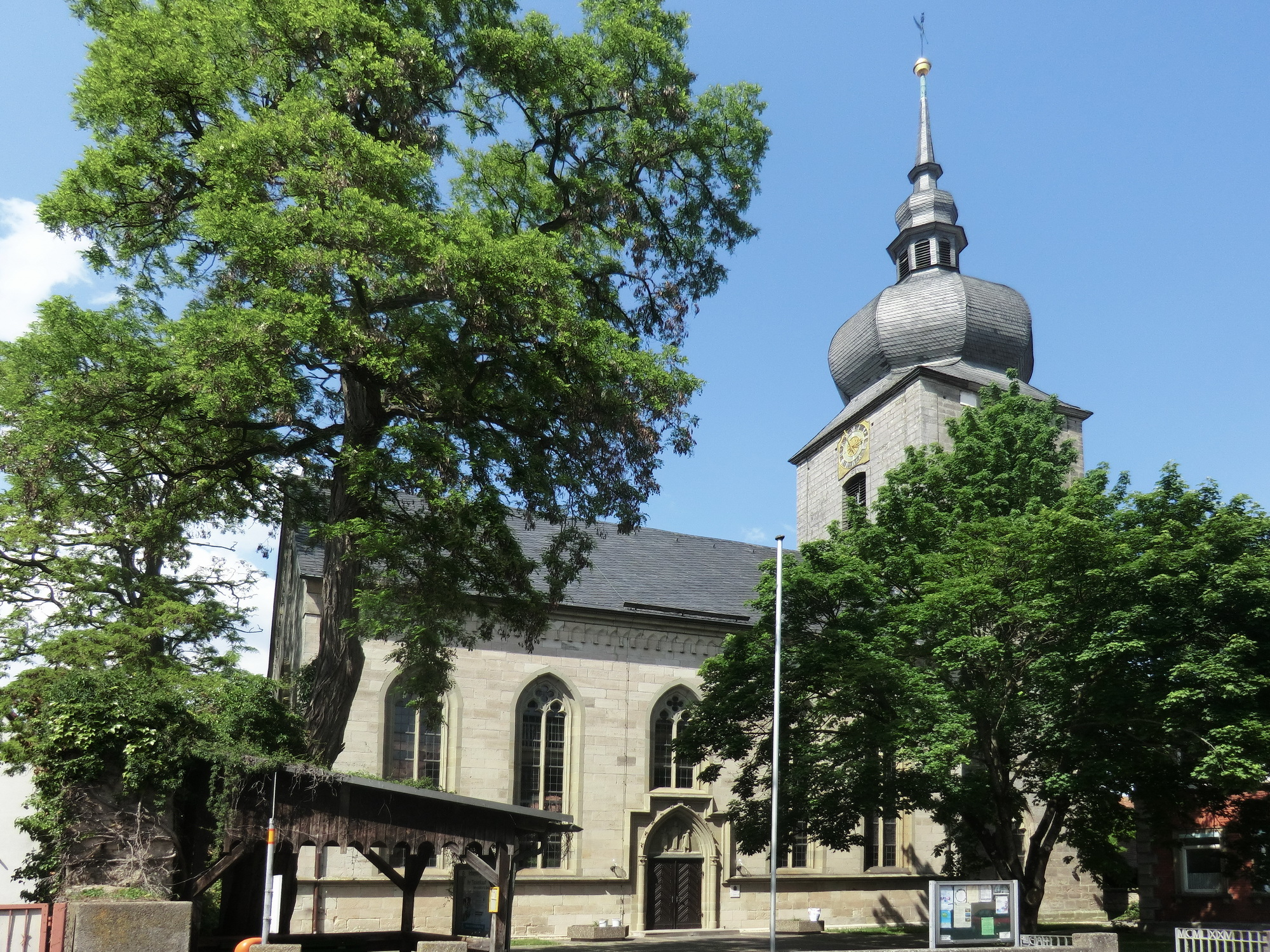
St. Jakob (Uehlfeld)

Die denkmalgeschützte, evangelisch-lutherische Pfarrkirche St. Jakob steht in Uehlfeld, einem Markt im Landkreis Neustadt an der Aisch-Bad Windsheim (Mittelfranken, Bayern). Die Kirche ist unter der Denkmalnummer D-5-75-167-7 als Baudenkmal in der Bayerischen Denkmalliste eingetragen. Die Pfarrei gehört zum Dekanat Neustadt an der Aisch im Kirchenkreis Nürnberg der Evangelisch-Lutherischen Kirche in Bayern.

## Beschreibung

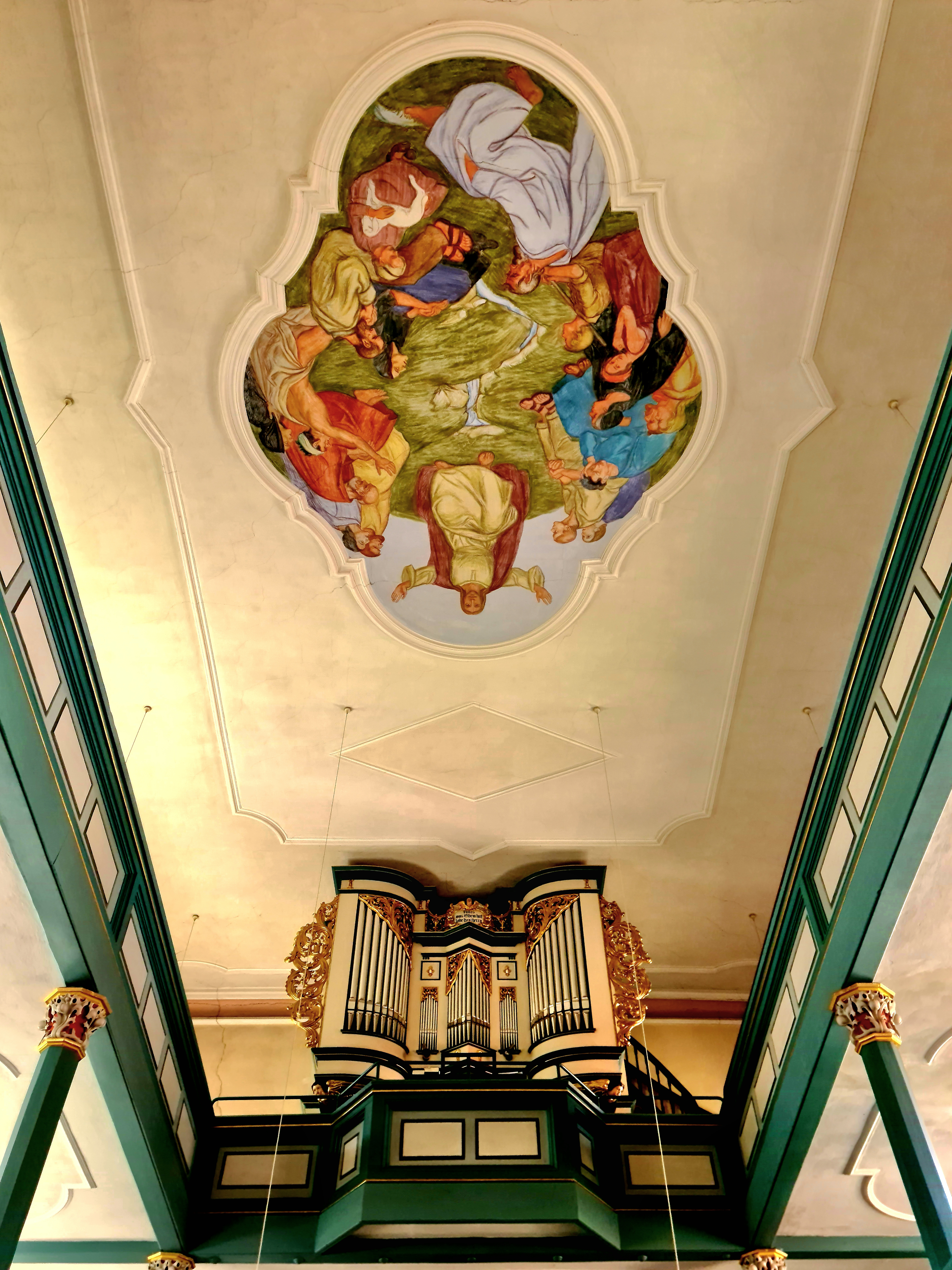
Blick auf die Orgel und das Deckengemälde

Die Saalkirche aus Quadermauerwerk besteht aus einem mittelalterlichen Chorturm, der später auf vier Geschosse aufgestockt und mit einer schiefergedeckten Welschen Haube bedeckt wurde. An ihn wurde 1872 nach Westen das neugotische Langhaus mit Maßwerkfenstern angebaut, das mit einem Satteldach bedeckt ist. Die Sakristei wurde erst 1928 hinzugefügt. Der Innenraum des Langhauses ist mit doppelstöckigen Emporen ausgestattet. Zur Kirchenausstattung gehören der 1706 gebaute Altar und die 1719 aufgestellte Kanzel, der wenig später ein Schalldeckel hinzugefügt wurde. Die Orgel mit 16 Registern, 2 Manualen und einem Pedal wurde 1907 von Johannes Strebel gebaut und 1970 von Erich Bauer umgebaut.